# Raionul Brovarî (pre-2020), Kiev
Brovarî (în ucraineană Броварський район, transliterat: Brovarskîi raion) este un raion în regiunea Kiev, Ucraina. Reședința sa este orașul regional Brovarî, care nu aparține raionului.

## Demografie
Componența lingvistică a raionului Brovarî
     Ucraineană (96,87%)
     Rusă (2,8%)
     Alte limbi (0,14%)
Conform recensământului din 2001, majoritatea populației raionului Brovarî era vorbitoare de ucraineană (96,87%), existând în minoritate și vorbitori de rusă (2,8%).